# Ostindustrie
L'Ostindustrie GmbH (abbreviata in Osti) fu uno dei progetti industriali avviati dalle Schutzstaffel che sfruttò il lavoro forzato di ebrei e polacchi durante la seconda guerra mondiale.

## Storia
Fu fondata nel marzo 1943 nella Polonia occupata dai tedeschi, la Osti gestiva le imprese industriali ebraiche e polacche confiscate prima della guerra, comprese fonderie, stabilimenti tessili, cave e vetrerie. A capo della Osti ci fu il SS-Obersturmführer Max Horn, subordinato direttamente all'Obergruppenführer Oswald Pohl del WVHA. Al suo apice, lavorarono per l'azienda circa 16000 ebrei e 1000 polacchi, tutti internati in una rete di campi di lavoro e di concentramento nel distretto di Lublino. L'SS-Gruppenführer Odilo Globočnik sperava di trasformare la Osti in una compagnia di armamenti, ma rinunciò invece all'idea di perseguire l'operazione Reinhard.
La società fu sciolta prima della controffensiva sovietica del 1944. L'intera forza lavoro di Osti fu sterminata nel processo di scioglimento della società, durante la fase più letale dell'Olocausto in Polonia.

## Operazioni
Entro il 16 maggio 1943, la SS Ostindustrie GmbH controllava diverse fabbriche e officine in tutta la Polonia, raggruppate in cinque Werke attive. Questi gruppi includevano:
- una vetreria a Wołomin (Werk I);
- una fabbrica di tappeti erbosi a Dorohucza (Werk II);
- una fabbrica di scope e spazzole a Lublino (Werk III);
- delle officine a Bliżyn, Radom e Tomaszów (Werk IV) e la Splitwerk, un gruppo che comprendeva una fabbrica di scarpe, una fabbrica di sartoria e una falegnameria presso il Budzyn Arbeitslager;
- una fabbrica di tappeti erbosi a Radom e una fonderia di ferro a Lublino (Werk V).

Furano in costruzione diversi Werke aggiuntivi, comprese alcune fabbriche di pezzi di ricambio per veicoli, il Trawniki Arbeitslager (Werk VI), i lavori in terra e pietra a Lublino (Werk VII), una fabbrica di sanitari medici (Werk VIII), varie officine di lavoro a Lemberg, e il Poniatowa Arbeitslager (poi trasferito a Többens). Entro la metà del 1943, Globočnik calcolò che la forza lavoro di Osti includesse circa 45000 ebrei provenienti dalla rete di campi paralleli, di cui il principale a Majdanek, ma le infrastrutture nella regione furono insufficienti per sopportare tali numeri.

## Scioglimento
Max Horn credeva che il lavoro forzato ebraico fosse la via del futuro, ma i suoi piani furono fermati dalle rivolte del ghetto di Varsavia e Białystok, l'ultima delle quali si verificò dove era previsto il trasferimento delle fabbriche tessili e di armamenti delle Ostindustrie. Sulla scia delle rivolte, e con la guerra sul fronte orientale sempre più rivolta contro la Germania, le SS decisero di eliminare i restanti ebrei per prevenire ulteriori disordini.
Il 3 novembre 1943, la forza lavoro di Osti fu liquidata nella sua interezza nel corso dell'Aktion Erntefest: fu il più grande massacro tedesco di ebrei dell'intera guerra, con circa 43000 vittime uccise in tutto il distretto di Lublino a colpi di arma da fuoco in finte trincee anticarro. Successivamente, lo stesso Horn lamentò, in un rapporto a Globočnik, sull'esito dell'Aktion Erntefest: affermò di aver reso Osti "completamente privo di valore attraverso il ritiro [sic] del lavoro ebraico". La società fu ufficialmente sciolta nel marzo 1944.

### Approfondimenti
- (EN) David Silberklang, Gates of Tears: the Holocaust in the Lublin District, Jerusalem, Yad Vashem, 2013, ISBN 978-965-308-464-3.

| Controllo di autorità | VIAF (EN) 247836869 · GND (DE) 4615093-6 |